# Electrophoretic Mobility Shift Assay

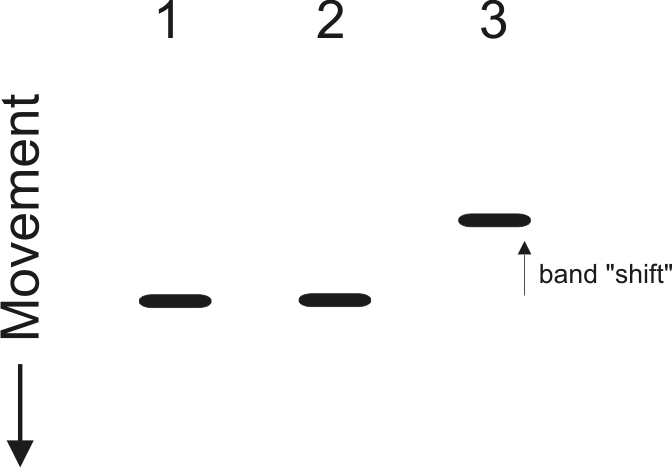
Spur 1 enthält als Negativkontrolle nur DNA, Spur 2 enthält DNA und ein nicht bindendes Protein, Spur 3 enthält DNA und ein bindendes Protein. Bei unvollständiger Bindung kann eine zusätzliche Bande ungebundener DNA auftreten.

Der Electrophoretic Mobility Shift Assay (EMSA) oder Band Shift Assay ist eine Affinitätselektrophorese und dient zum Nachweis von DNA- oder RNA-bindenden Proteinen, beispielsweise Transkriptionsfaktoren.

## Eigenschaften
Zur Bestimmung von Protein-DNA-Interaktionen per EMSA werden Proteine mit einem DNA-Fragment bekannter Sequenz inkubiert, bei Protein-RNA-Interaktionen entsprechend mit einem RNA-Fragment. Bei der DNA-Sequenz handelt es sich meist um einen regulatorischen Bereich eines Gens (beispielsweise eines Promotors oder Enhancers). Die Probe wird auf ein Agarose- oder Polyacrylamid-Gel aufgetragen und mittels eines elektrischen Feldes werden die Komplexe aus Protein und DNA entsprechend ihrer Größe aufgetrennt. Im Vergleich zur reinen DNA-Bande tritt bei der Gelelektrophorese eine Laufweitenverschiebung (engl. band shift) auf, abhängig von Ladung, Konformation und Größe des Proteinligandenkomplexes. Enthält die Affinitätselektrophorese neben der DNA und einem interagierenden Protein noch einen Antikörper gegen das Protein, wird der Assay als Supershift Assay bezeichnet. DNA-Protein-Antikörper-Komplexe wandern langsamer als DNA-Protein-Komplexe, welche langsamer als ungebundene DNA wandern. Nicht gebundene saure Proteine können in dem verwendeten Puffersystem im Gegensatz zu DNA- und RNA-bindenden Proteine, welche oftmals eine positive Nettoladung aufweisen, ebenfalls in das Gel einlaufen. Da die Proteine aber nicht markiert sind, werden sie nicht ohne eine Proteinfärbung wie z. B. eine Silberfärbung sichtbar sein. Durch Verdünnungsreihen lassen sich Affinitäten ermitteln. Die Komplexe dissoziieren nicht in der Elektrophorese durch einen Käfig-Effekt der Poren im Gel.
Durch Markierung der DNA können die Banden im Gel sichtbar gemacht werden, beispielsweise durch Molekülmarkierung mit einem Radionuklid, per Digoxygenin-Markierung, per Biotinylierung oder mittels einer Fluoreszenzmarkierung. Hierbei dient zur Spezifizierung der Banden nicht nur die DNA und der Antikörper, sondern es kann auch nicht-markierte DNA in unterschiedlicher Menge zum Blockieren aber auch mutierte DNA zum Herausfiltern eines spezifischen Signals eingesetzt werden. Der Einsatz von Punktmutanten in der markierten DNA oder in dem unmarkierten Kompetitor erlaubt Rückschlüsse auf für die Bindung wichtige Nukleotide.
Der EMSA, der aufgrund seiner unkomplizierten Anwendung zu den gängigen Methoden bei der Aufklärung der Mechanismen der Genregulation gehört, basiert auf den Arbeiten von Garner und Revzin und von Fried und Crothers.
Eine Abwandlung ist der Methylierungs- und Uracil-Interferenzassay, bei dem der Einfluss modifizierter Basen auf die DNA-Bindung untersucht wird. Er erlaubt Rückschlüsse auf Nukleotide, die in die Protein-DNA-Interaktion involviert sind.